# Гордон, Ди
Диварис (Ди) Гордон (англ. Devaris "Dee" Gordon, род. 22 апреля 1988 года) — американский профессиональный бейсболист, выступающий на позиции игрока второй базы в клубе Главной лиги бейсбола «Сиэтл Маринерс». До прихода в «Маринерс» играл за «Лос-Анджелес Доджерс» и «Майами Марлинс», где выступал на позиции шорт-стопа.

## Ранние годы
Диварис Гордон родился в Уиндермире, Флорида в семье бывшего питчера МЛБ Тома Гордона и Дивон Стрэндж. Его родители познакомились ещё в школе, однако так официально и не оформили свои отношения; у Тома также были отношения с ещё тремя женщинами и от него родилось пять детей по всей Флориде. Среди них Ди был вторым по старшинству. Когда Ди было шесть лет его мать была убита её бывшим парнем. После этого события Ди стал жить с Томом, а в его воспитании помогала бабушка.
Один из братьев Ди, Ник Гордон, стал также профессиональным бейсболистом и был выбран на драфте МЛБ 2014 года в первом раунде клубом «Миннесота Твинс».

## Профессиональная карьера

### Майами Марлинс
10 декабря 2014 года Гордон вместе с Дэном Хареном и Мигелем Роясом был обменян в «Майами Марлинс» на Эндрю Хини, Криса Хатчера, Остина Барнса и Энрико Эрнандеса.
7 мая 2015 года он стал вторым игроком в истории МЛБ, выбившим 50 хитов за первые 28 матчей сезона (ранее такое достижение покорилось Роджерси Хорнсби в 1924 году). Кроме того, за эти 28 игр его средний процент реализации выходов на биту составил 43,7 %. 22 мая в игре против «Балтимор Ориолс» ему удалось украсть четыре базы. 30 июня в матче против «Сан-Франциско Джайентс» Гордон выбил свой первый внутренний хоум-ран, который также стал первым внутренним хоум-раном на «Марлинс-парке». Он стал лучшим отбивающим НЛ (33,3 %), а также получил награду «Золотая ловушка».

## Личная жизнь
Гордон основал благотворительную организацию «Flash of Hope», помогающую детям, чьи родители умерли в результате домашнего насилия
.